# Langues finno-volgaïques
Les langues finno-volgaïques sont une subdivision hypothétique des langues ouraliennes, qui regrouperait les langues fenniques, les langues sames, les langues mordves et le mari (ou tchérémisse). On considère généralement que cette branche se serait distinguée du tronc des langues finno-permiennes vers -2000
Les langues fenniques et sames sont parfois regroupées dans une branche finno-same, et le mordve et le mari étaient autrefois rassemblés dans une branche volgaïco-finnoise. L'évolution des connaissances a amené à rejeter la validité de la branche volgaïco-finnoise, mais celle des branches finno-same, finno-volgaïque et finno-permienne est toujours discutée. De façon générale, les langues ouraliennes se répartissent actuellement en sous-groupes bien caractérisés, mais les relations plus anciennes de ces sous-groupes sont peu claires et peu étudiées et rendent difficile de les rassembler en branches plus larges.
Un unique trait de phonétique historique commun aux langues finno-volgaïques a été proposé à ce jour : la chute de la consonne /*w/, devant voyelle arrondie.